# Hans Grüneberg
Hans Grüneberg, född 26 maj 1907, död 23 oktober 1982, var en brittisk genetiker, och medlem i Royal Society.

## Källa
1. 1 2  Gemeinsame Normdatei, läst: 24 april 2014.[källa från Wikidata]
2. ↑  Tjeckiska nationalbibliotekets databas, NKC-ID: xx0197920, läst: 29 januari 2023.[källa från Wikidata]
3. ↑  Tjeckiska nationalbibliotekets databas, NKC-ID: xx0197920, läst: 16 december 2022.[källa från Wikidata]